# Choroba Niemanna-Picka typu C
Choroba Niemanna-Picka (choroba Niemanna-Picka typu C, ang. Niemann‑ Pick Disease) – jest to choroba autosomalna, recesywna, która należy do grupy chorób lizosomalnych spichrzeniowych. Spowodowana jest niedoborem enzymu kwaśnej sfingomielinazy, co prowadzi do zaburzeń w magazynowaniu lipidów. Schorzenie może występować zarówno u osób dorosłych, jak i dzieci.
U dzieci cierpiących na chorobę NP typu C można zaobserwować żółtaczkę dziecięcą, powiększenie wątroby i/lub śledziony. Objawy te poprzedzane są zaburzeniami ze strony układu nerwowego. U osób dorosłych może objawić się nieznacznym powiększeniem wątroby i śledziony.

## Etiologia
Choroba Niemanna-Picka (NPC) jest dziedziczona w sposób autosomalny recesywny. Oznacza to, iż u obojga rodziców musi występować mutacja odpowiedzialna za wystąpienie choroby. Za NPC odpowiedzialna jest mutacja w genach NPC1, zlokalizowana na chromosomie 18 oraz mutacja NPC2 (chromosom 14). Skutkuje to zaburzeniami w transporcie cholesterolu i steroli. Utrata funkcji białek NPC1 i NPC2 blokuje uwalnianie cholesterolu z lizosomów. W rezultacie, nagromadzony w lizosomach cholesterol powoduje uszkodzenie komórek i narządów.

## Epidemiologia
Szacuje się, że choroba występuje z częstością około 1,12 na 100 000 żywych urodzeń.
Rzeczywista ocena częstości występowania NPC jest trudna ze względu na niską świadomość kliniczną. Rzadkość występowania choroby oraz mnogość fenotypów klinicznych i wieku zachorowania sprawiają, że rozpoznanie choroby jest poważnym wyzwaniem.

## Obraz kliniczny choroby
Choroba Niemanna-Picka jest schorzeniem neurotrzewnym charakteryzującym się niejednorodnymi objawami i wiekiem zachorowania. NPC może występować w przedziale od wieku okołoporodowego, aż do dorosłego okresu życia (postać przewlekła). Długość życia pacjentów waha się od kilku dni do ponad 60 lat. Średni okres przeżywalności wśród osób cierpiących na NCP wynosi 10-25 lat. Szczegółowy obraz choroby zależy od wieku, w którym wystąpiła.

### Okres okołoporodowy (poniżej 3 miesięcy)
Postać ta dotyka najbardziej narządy wewnętrzne. Już w życiu płodowym może wystąpić splenomegalia, powiększenie wątroby, wodobrzusze i opóźnienie wzrostu. Po urodzeniu do głównych symptomów należą: wrodzona małopłytkowość, niedokrwistość i liczne wybroczyny. NCP może objawiać się również jako przedłużająca się cholestatyczna żółtaczka noworodków.

### Okres wczesno-niemowlęcy (od 3 miesięcy do 2 lat)
W tym okresie wykryć można izolowaną hepatosplenomegalię, która zazwyczaj występuje od urodzenia lub pojawia się w pierwszych miesięcach życia. Charakterystyczne jest również opóźnienie osiągania kamieni milowych w obszarze motoryki. Między 8 a 9 mies. życia występuje hipotonia. Późniejszy obraz charakteryzuje się utratą nabytych zdolności motorycznych oraz spastycznością.

### Okres późno-dziecięcy (2-6 lat)
U tych pacjentów może występować izolowana hepatosplenomegalia lub splenomegalia. U wielu pacjentów do pierwszych objawów należą katapleksja oraz utrata słuchu. Pacjenci mogą borykać się z niezbornością wynikającą z ataksji, zaburzeniami chodu i częstymi upadkami oraz VSGP (pionowe nadjądrowe porażenie spojrzenia - zaburzone są ruchy śledzące gałki ocznej - szczególnie przy spoglądaniu w dół następuje spowolnienie ruchu). Występują również zaburzenia motoryki małej, opóźnienia mowy oraz epilepsja. Z wiekiem rozwija się dysfagia, dyzartria i demencja.

### Okres młodzieńczy (6-15 lat)
Do pierwszych objawów tego okresu należy izolowana splenomegalia. Pacjenci cierpią na znaczne upośledzenie funkcji motorycznych i spadek funkcji poznawczych o fluktuującym charakterze. Często pojawiają się obniżone wyniki w nauce, zaburzenia uwagi i problemy z równowagą. W tym okresie występują również ataksja, VSGP, dystonia, dyzartria i drgawki.

### Młodzież i dorośli (powyżej 15 r.ż.)
Typowymi objawami dla tego okresu są zaawansowana ataksja, dystonia, VSGP, fluktuujące pogorszenie funkcji poznawczych oraz objawy psychotyczne. Również występują dyzartria i dysfagia. Rzadziej widoczne są drgawki, katapleksja i choroba trzewna o łagodnym przebiegu.

## Diagnoza
W celu potwierdzenia diagnozy wykonywany jest szereg badań biochemicznych i genetycznych. Analiza biomarkerów powinna być badaniem pierwszego wyboru w celu diagnostyki NPC. Obecnie stosuje się kombinację następujących markerów biochemicznych: oksysteroli i lizosfingomieliny. Diagnozę należy potwierdzić analizą genetyczną i jeśli to konieczne, należy wykorzystać test filipiński. W różnicowaniu choroby należy uwzględnić inne lizosomalne choroby spichrzeniowe, tj. chorobę Gauchera, chorobę Taya-Sachsa oraz leukodystrofię metachromatyczną.